# 404 TCN
404 TCN là một năm trong lịch La Mã.